# Chenopodium stuckertii
Chenopodium stuckertii är en amarantväxtart som beskrevs av Michel Gandoger. Chenopodium stuckertii ingår i släktet ogräsmållor, och familjen amarantväxter. Inga underarter finns listade i Catalogue of Life.